# Инджия (община)
Инджия (серб. Инђија) — община в Сербии, входит в Сремский округ автономного края Воеводина.
Население общины составляет 48 944 человека (2007 год), плотность населения составляет 127 чел./км². Занимаемая площадь — 385 км², из них 86,1 % используется в промышленных целях.
Административный центр общины — город Инджия. Община Инджия состоит из 11 населённых пунктов, средняя площадь населённого пункта — 35,0 км².

## Статистика населения общины
| Год  | Население, чел. |
| ---- | --------------- |
| 1991 | 49 013          |
| 2001 | 49 177          |
| 2002 | 49 940          |
| 2003 | 50 068          |
| 2004 | 49 848          |
| 2005 | 49 548          |
| 2006 | 49 258          |
| 2007 | 48 944          |

## Населённые пункты
1. Бешка — 6239 чел.;
2. Инджия — 26 247 чел.;
3. Крчедин — 2878 чел.;
4. Люково — 1604 чел.;
5. Марадик — 2298 чел.;
6. Нови-Карловци — 3036 чел.;
7. Нови-Сланкамен — 3455 чел.;
8. Сланкаменачки-Виногради — 266 чел.;
9. Стари-Сланкамен — 674 чел.;
10. Чортановци — 2308 чел.;
11. Ярковци — 604 чел.